# Profil de sol
Pour un article plus général, voir Sol (pédologie).

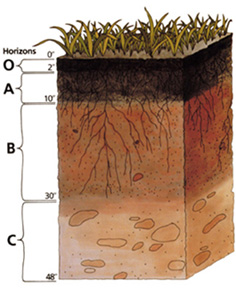
Les différents horizons d'un profil de sol.

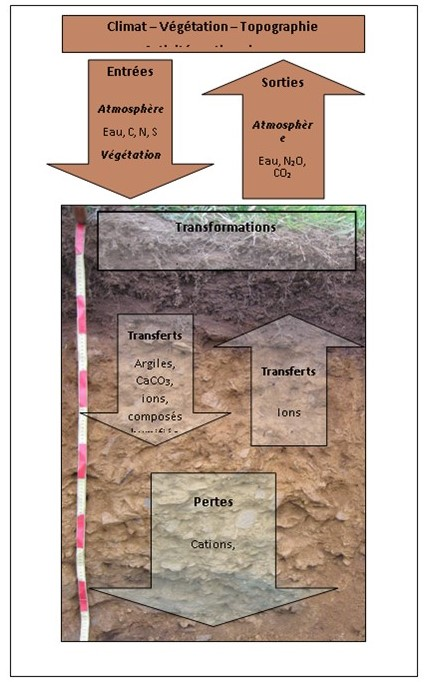
Illustration simplifiée des processus dominants impliqué dans la pédogenèse.

En pédologie, le profil de sol, appelé aussi profil pédologique, est la séquence d'informations, caractéristique d'un solum. Il se compose d'une succession verticale, du haut vers le bas, des horizons d'un sol donné. Bien que le sol soit un continuum, chaque horizon constitue une couche repérable et distincte de ce sol (couleur pédologique, caractéristiques physiques, chimiques et biologiques spécifiques) et correspond au résultat de processus pédogénétiques.
Ces horizons sont des volumes superposés entre lesquels on peut définir des limites plus ou moins nettes et plus ou moins sinueuses qui sont en fait des surfaces courbes tri-dimensionnelles. En effet, la formation et l'évolution des horizons sous l'influence des facteurs écologiques conduisent à la différenciation de couches de natures différentes plus ou moins parallèlement à la surface (d'autant plus distincts que le sol est évolué).
L'expression « profil de sol » est aussi utilisée en agronomie pour parler du profil cultural, qui ne concerne que les sols cultivés.

## Historique
La pédologie devient un sujet d'étude important au XIXe siècle. La naissance de cette discipline comme science date de 1883 et de la publication  de la thèse Russian Chernozem du géographe russe Vassili Dokoutchaïev, considéré ainsi comme le père de la pédologie.
Ce sont les agrogéologues allemands tels que Friedrich Albert Fallou (1862), Lorenz von Liburnau (1868) et Albert Orth (de) (1873, 1875) qui mettent en place dans la seconde moitié du XIXe siècle la nomenclature qui désigne les horizons par les lettres majuscules ABC, caractéristiques des sols humides avec trois horizons (podzol, alfisol (en), ultisol (en)).
Cette nomenclature est reprise en 1879 par Dokoutchaïev et ses élèves mais uniquement à des fins descriptives, les horizons n'étant pas perçus à cette époque comme le résultat de processus pédogénétiques. Avant que n'apparaisse le terme de profil du sol sous la plume du professeur Konstantin Glinka (en), figure de la science agronomique russe, les géologues et agronomes utilisaient les termes de formation, couche, substratum.
La nomenclature ABC a servi à élaborer un système international prenant en compte davantage d'horizons. En étudiant les sols de toutes les régions du monde, les pédologues du monde entier ont été conduits à définir plusieurs sous-types d'horizons, sur la base de préfixes et de suffixes ajoutés aux lettres majuscules dans des classifications morphogénétiques (prise en compte de la morphologie qui analyse le profil et de la pédogenèse qui explique la formation de ce profil). S'il y a autant de classifications que de pays, les classifications de l'école américaine, européenne, russe se basent néanmoins sur ce système international.

## Processus pédogénétiques à l'origine des horizons

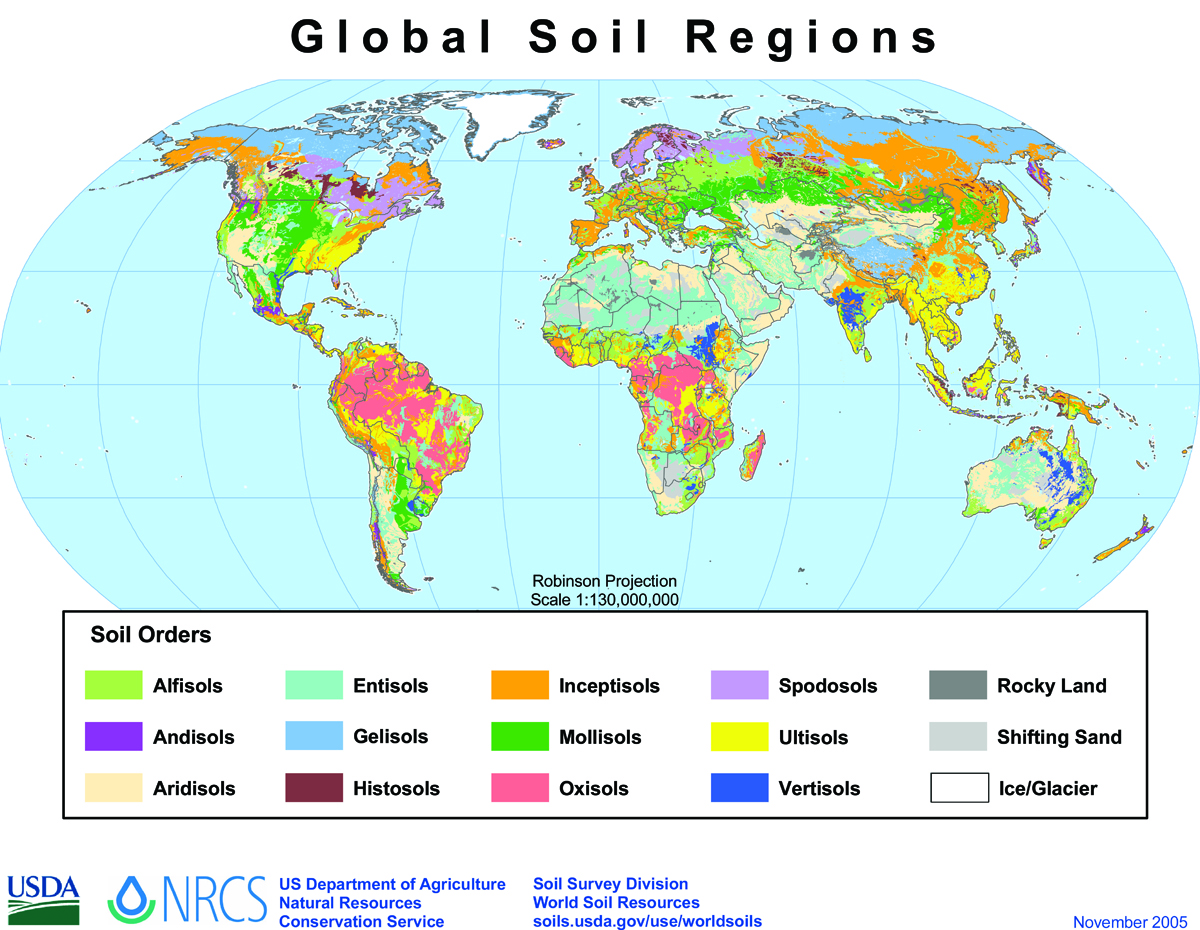
Carte mondiale des sols FAO-UNESCO (version 1975 et version révisée de 1989), corrélée à la taxonomie des sols de l'USDA.

Chaque horizon est caractérisé par des processus dominants : humification et minéralisation dans les horizons O et A (formant l'humus caractérisé par une couleur foncée qui traduit sa richesse en carbone organique), accumulation et néoformation dans l'horizon B (formant le sous-sol), altération dans l'horizon C (formant la roche-mère altérée).

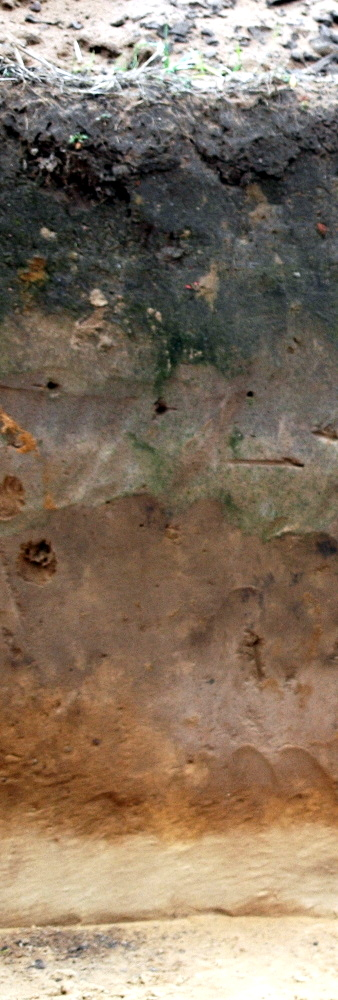
Observation in situ d'un profil de podzol.

Le transport de matière organique et minérale du sol, sous forme de particules ou de substances dissoutes, se fait sous l'action de la circulation hydrique verticale (percolation vers le bas, évaporation vers le haut) ou latérale (sous l'effet de la pente). L'excès de circulation aboutit à un lessivage (appauvrissement de l'horizon A, enrichissement de l'horizon B), donc à une diminution de fertilité, surtout si les colloïdes ne sont pas immobilisés dans les agrégats du sol. L'insuffisance d'écoulement hydrique (engorgement par l'eau qui entraîne la saturation de l'horizon puis son hydromorphie au bout de quelques jours, par stagnation de l'eau) conduit également à une perte de fertilité en formant un milieu réducteur et anoxique. Ce sont ces migrations de matière (avec l'eau pour vecteur) à l'intérieur du sol qui aboutissent à la formation des plusieurs horizons dans les sols évolués, processus qui prend des millions d'années pour les ferralsols, des dizaines de milliers d'années pour les vertisols, milliers d'années et parfois beaucoup moins pour les podzols et les calcisols. 
Plus globalement, l'organisation zonale des paysages sur la Terre est le reflet, dans les grandes lignes, de la zonation climatique du globe terrestre. Le climat, par le régime des précipitations et des températures atmosphériques (en), influe directement le type et la densité de la couverture végétale (selon ce couvert végétal, on distingue les sols forestiers qui entravent l'érosion des horizons pédologiques, et les sols non forestiers), laquelle conditionne, en association avec les paramètres climatiques (notamment la température qui agit sur la décomposition de la litière et l'altération des roches), les modalités de la pédogenèse et de la morphogenèse, la nature de la roche-mère n'intervenant qu'à plus grande échelle pour différencier les faciès d'une même entité. La disposition des types de sols avec leurs horizons caractéristiques à la surface de la Terre répond à cette zonation : d'un côté les sols azonaux (appelés aussi sols thermiques ou péripolaires) avec du froid au chaud, les sols polaires (en), les sols podzoliques, les sols bruns, les sols rouges et les sols ferralitiques ; de l'autre côté, selon les conditions locales de drainage et de topographie, les sols zonaux (dits aussi sols hydriques ou péridésertiques) ou intrazonaux qui comprennent les sols noirs, les sols châtains et les sols désertiques (en).

## Horizons
Dans une première approche simplifiée, les horizons peuvent être répartis en quelques grands ensembles (horizons majeurs) désignés par des lettres majuscules. Ce découpage d'une couverture pédologique en un nombre restreint d'horizons, même s'il est basé sur une observation in situ des horizons réels, reste arbitraire, l'horizon diagnostique étant une subdivision intellectuelle donc relativement subjective d'un objet réel. 

### Horizon O
L'horizon O (O pour organique), appelé aussi horizon humifère ou horizon organique dans lequel les débris végétaux s'accumulent à la surface du sol, formant des débris plus ou moins dégradés, mais restent reconnaissables. Selon la composition et l'épaisseur qui varient avec l'intensité de l'activité biologique (action des détritivores saprophages, coprophages et nécrophages dans la dégradation et l'humification), et le climat (ou la présence d'inhibiteurs tels que certains métaux lourds ou toxiques), les pédologues distingue plusieurs types :
- OL : litière, couche de feuilles ou d'aiguilles mortes, encore reconnaissables. Cette couche de feuilles peut être divisée en deux parties suivant la vitesse de décomposition :
  - OLn : feuilles de l'année encore entières ;
  - OLv : feuilles vieillies, blanchies par un début de décomposition et commençant à être fragmentées.
- OF : Couche de fragmentation dans laquelle les débris ne sont plus reconnaissables.
- OH : Couche humifiée, absence de toute structure végétale reconnaissable à l'œil.

### Horizon A
L'horizon A (appelé aussi horizon organo-minéral ou communément couche arable), est par définition un horizon contenant à la fois de la matière organique transformée (les débris ne sont plus reconnaissables) et de la matière minérale. Dans quelques rares cas, il résulte principalement de la pénétration de la matière organique dans le sol sous forme de constituants solubles. Mais, en général, il est le résultat d'un brassage mécanique par les organismes vivant dans le sol (vers, insectes) ou bien matérialise l'intervention de la charrue dans le cas des sols cultivés, achevant ainsi le processus de minéralisation, d'où la présence prédominante des éléments minéraux qui sont mélangés à la matière organique humifiée.
Le lessivage des éléments les plus solubles (anions, cations tels que Na+, K+, Mg2+, Fe2+ — qui se lie à la silice et surtout à la matière organique soluble —, Si4+ non fixés sur le complexe argilo-humique lorsque l'humus n'est pas assez épais (humification et minéralisation lente) ou fixé par le complexe argilo-humique) entraîne leur migration latérale ou leur migration vers l'horizon sous-jacent, et peut aboutir, lorsque la roche-mère est acide, à la décoloration de l'horizon lorsque beaucoup de matière organique (acide humique, acide fulvique) est entraînée. Ce complexe peut également subir une désaturation progressive des cations tels que  Ca2+ et leur remplacement par les ions hydronium H+, ce qui entraîne une décalcification lente du sol et l'acidification de l'horizon.

### Horizon E
L'horizon E (E pour éluvial) est lessivé en argile ou en fer.

### Horizon B
L'horizon B (appelé aussi horizon minéral, horizon illuvial ou communément sous-sol), correspond à une accumulation de divers constituants, selon les cas : argile, fer, matière organique, carbonate de calcium, etc. Dans certains cas plutôt rares, il s'agit d'apports en provenance du haut du profil ou bien latéraux (ex: carbonate de calcium). Mais, bien souvent, il s'agit d'un enrichissement plus apparent que réel. Il résulte pour une part de la transformation in situ des minéraux primaires issus de la roche sous-jacente et encore présents dans cet horizon B (néoformation d'argiles, libération et oxydation du fer…), et d'autre part, il apparaît comme résultant d'un contraste lié au fait que l'horizon E sus-jacent est lui, réellement appauvri.
Au total, il est distingué par sa couleur, sa structure, la nature de ses constituants, sa granulométrie.

### Horizon S
C'est un horizon B peu évolué dans lequel on observe des changements de couleur et l'apparition d'une structure réellement pédologique remplaçant la structure originelle de la roche. Mais, il n'y a pas enrichissement net en argile ou autres matières.

### Horizon C
C'est un horizon d'altération de la roche-mère dans lequel la transformation de celle-ci reste limitée si bien que nombre de ses caractères originels (litage, schistosité, minéraux) sont encore très visibles. Elle résulte de la météorisation mécanique (cryoclastie, thermoclastie, haloclastie et hydroclastie)…), chimique (pourrissement de la roche par les transformations minérales, via divers processus impliquant essentiellement l'eau : hydratation-déshydratation, hydrolyse, oxydo-réduction, carbonatation par l'action du dioxyde de carbone, dissolution karstique) mais aussi biologique (biométéorisation commandée par des organismes vivants (flore, faune, fonge et microorganismes tirant leur alimentation du pourrissement de la roche). L'évolution minéralogique a déjà commencé ainsi que les pertes de matière sous forme d'ions solubles (altération chimique qui passe inaperçue).

### Horizon R
Roche non altérée située à la base du profil. Elle est qualifiée de roche-mère dans le cas où elle est bien à l'origine du sol. Dans le cas contraire, celui-ci résulte d'un apport de matériaux par transfert latéral (ex: coulée boueuse) ou bien a une origine fluviatile ou encore éolienne.

### Cas particulier du solum agricole, industriel ou urbain
Plus le temps passe dans l'anthropocène plus forte et étendue et mondialisée est l'empreinte des activités humaines sur les sols.
Dans les zones agricoles ou anciennement agricoles, en particulier dans les zones labourées, jusqu'à plusieurs milliers d'années de pratiques agricoles ont fortement modifié le fonctionnement des sols, conduisant à des profils pédologiques souvent très anormaux. Localement les sols vivants ont même disparu (érosion, désertification, salinisation).
De même, les sols concernés par les séquelles de guerre, les sols urbains (notamment ceux qui ont été tassés et imperméabilisés), les sols utilisés pour la construction de routes et les sols industriels montrent une pédologie et une distribution de teneurs en organismes vivant, biodiversité, nutriments, métaux et polluants souvent fortement modifiée, en fonction des usages qu'ils ont subi, ainsi que du pH, du potentiel redox, de leur texture ou encore de leur activité biologique.
En modifiant la structure du sol, son activité biologique et le fonctionnement des cycles de l'eau, du carbone et de l'azote, du phosphore, etc. l'Homme y a aussi modifié le cycle biogéochimique des métaux et métalloïdes toxiques, en modifiant leurs distribution et (dans le cas de l'acidification des sols ou des amendements calcaire) leur mobilité et leur biodisponibilité.